# Garganta del Cupil
La garganta del Cupil es un desfiladero ubicado en el término municipal de Ronda, en la provincia de Málaga, e incluido en el parque natural Sierra de Grazalema. 
Se ha constituido por el encajamiento del arroyo del Cupil sobre materiales carbonatados y detríticos, dando lugar a un conjunto de gran belleza paisajística y cubierto con una vegetación muy frondosa, donde confluyen las formaciones características de ribera con la vegetación rupícola y bosques mixtos de Quercus. A su través transcurre la carretera de Sevilla a Ronda (A-374).
Está incluido en el Catálogo de Espacios y Bienes Protegidos de la provincia de Málaga como Paraje Sobresaliente (PS-7), con una superficie de 290 hectáreas.
La zonificación del Plan de Ordenación de Recursos Naturales del parque natural Sierra de Grazalema le asigna la categoría de Área de Interés Paisajístico Especial (Zona B1).